# Tropicana (emisora)
Tropicana es un cadena de radio colombiana, propiedad de Caracol Radio (perteneciente al grupo español Prisa Radio). Emite al nivel nacional por medio de estaciones afiliadas .

## Historia
La emisora surge en 1992 con la compra de la emisora Cristal Estéreo de Bucaramanga por parte de Caracol Radio. Tras la adquisición, la estación cambió de nombre a  Bienvenida Crisal Estéreo. En el mismo año, la estación se trasladó a Bogotá, en la frecuencia 97.9 FM. En 1993, inició su expansión al nivel nacional con la compra de Cadena Coral, con sede en Tunja,  a través de la estación Única Estéreo. En 1994, Tropicana pasó a emitirse en algunas ciudades donde aún no tenía presencia. Sin embargo, este plan sólo duró apenas dos años debido al inicio de emisiones de Tropicana en Manizales, Pereira y San Andrés, en reemplazo de Radioacktiva.
A inicios de los 2000, Tropicana comenzó sus emisiones en Leticia.
Con la compra de Caracol Radio por parte del consorcio español Grupo Prisa, Tropicana lanzó una estación en Neiva en la frecuencia 98.3 FM.
En 2006, Caracol Radio alquiló la emisora radio K para transmitir la programación de Tropicana en Santa Marta.
A comienzos de 2011, la cadena Oxigeno Urbano sería absorbido por Tropicana, la cual añadiría en su programación géneros musicales de la primera emisora en varias ciudades. Siete estaciones de Tropicana siguieron emitiendo música urbana, que el resto continuaron con géneros tropicales. Sin embargo, Los 40 Principales perdía audiencia en algunas ciudades, cuyas audiencias preferían a las cadenas Oxígeno y Tropicana.
Los cambios se realizaron de la siguiente manera:
| Ciudad       | Frecuencia FM | Indicativo | Cambios                        |
| ------------ | ------------- | ---------- | ------------------------------ |
| Armenia      | 90.7          | HJCQ       | Cambio de formato musical      |
| Barranquilla | 89.1          | HJCF       | Cambio de formato musical      |
| Bucaramanga  | 104.7         | HJYF       | Cambio de formato musical      |
| Cali         | 90.5          | HJAF       | Cambio de formato musical      |
| Manizales    | 91.7          | HJHC       | Cambio de formato musical      |
| Medellín     | 102.9         | HJE71      | Reemplazó a Los 40 Principales |
| Pereira      | 93.7          | HJRE       | Reemplazó a Los 40 Principales |
| Popayán      | 106.1         | HJE63      | Cambio de formato musical      |
| Tunja        | 88.6          | HJB41      | Reemplazó a Oxígeno By Los 40  |

Para descentralizar las frecuencias de Tropicana, se usaron distintos eslóganes para ciudades principales como Bogotá, Cali y Medellín (Música para cantar con Tropicana) y otras ciudades como Está de Moda y ¡Está de moda niño!.
El 1 de enero de 2013, W Radio amplió su cadenas en el formato AM, deshaciendo las marcas de Radio Recuerdos y Radio Reloj. Sin embargo, Tropicana ganaría plazas en Santa Marta, Buga y Pasto, de la cual compartía su programación con la W Radio hasta las 12 del mediodía.
También en el mismo año, dos periodistas de Caracol Radio en Bucaramanga fueron despedidos, por denunciar a la emisora Tropicana Estéreo de emitir canciones de reguetón, de vulgaridad y léxico en varias canciones que discrimina a la a la Mujer, luego que recibieron y aceptaron denuncias por parte de la ciudadanía. La Personería y la cadena Caracol Radio se decidieron cambiar la programación de la emisora al nivel nacional, retirando la programación del reguetón por la música popular en todas las frecuencias de Tropicana, excepto en algunas ciudades por la señal de Óxigeno.
El 3 de diciembre de 2013, se hicieron varios cambios en las frecuencias de algunas marcas en Caracol Radio Cali: Tropicana Urbana de Cali del dial 90.5 FM, sería reemplazado por Oxígeno Urbano; al igual que Tropicana Adultos en Popayán (106.1).
Se realizaron los siguientes cambios:
| Ciudad       | Frecuencia FM | Indicativo | Cambios |
| ------------ | ------------- | ---------- | --- |
| Armenia      | 104.7         | HJB64      | Es reemplazada por Oxígeno Adultos                                                                                     |
| Barranquilla | 89.1          | HJCF       | Cambió de nombre a Tropicana Adultos.                                                                                  |
| Bucaramanga  | 95.7          | HJNH       | Traslada su frecuencia a los 95.7 en reemplazo de La Vallenata. La antigua frecuencia 104.7 es cedida a Oxígeno Urbana |
| Cúcuta       | 89.7          | HJO36      | Es reemplazada por Oxígeno Adultos                                                                                     |
| Manizales    | 105.7         | HJE64      | Es reemplazada por Oxígeno Adultos                                                                                     |
| Medellín     | 98.9          | HJVJ       | Es reemplazada por Oxígeno Adultos                                                                                     |
| Pereira      | 100.7         | HJVN       | Es reemplazada por Oxígeno Adultos                                                                                     |

A principios de noviembre de 2015, Oxígeno Adultos sería absorbido por Tropicana, en el caso de Cali en reemplazo de Q'Hubo Radio, y luego algunas estaciones restantes se integraron en Bésame en el formato AM. Las frecuencias sobrantes de Caracol Radio en Cali fueron vendidos a empresarios locales.
La emisora de Pitalito, Huila, sale al aire 1 de mayo de 2019, luego de la adquisición de la frecuencia de la emisora protestante Vida FM. En agosto del mismo año, Tropicana deja de emitirse en la frecuencia 1110 AM de Cali, luego de que Caracol Radio cediera su frecuencia a empresarios independientes.
A finales de octubre de 2020, Tropicana expandiría en el formato AM en reemplazo de Bésame en Manizales y Cúcuta, como estaciones repetidoras de la versión contra parte del FM. También en el mismo año, llegaría a Bucaramanga en la frecuencia de los 1120 AM, y en 2022 llegaría a Sogamoso (sede de la antena y los estudios centrales) en la frecuencia de los 1090 AM en reemplazo de Radio Reloj con cubrimiento para las ciudades de Tunja, Paipa, Duitama y la zona centro y oriente del departamento, en estas dos ciudades y conserva su programación popular independiente de sus estaciones FM.
El 30 de septiembre de 2023 Tropicana se establece la frecuencia 830 AM de Medellín en reemplazo de Q´Hubo Radio (Radio Reloj).
El 7 de febrero de 2024, un locutor en la ciudad de Cali fue despedido por insultar verbalmente al aire a una compañera y calumniar al presidente de la República Gustavo Petro.
El 22 de julio de 2024 Tropicana sale del aire en la ciudad de Sincelejo en la frecuencia 100.3 FM siendo remplazada por la Cadena Básica de Caracol Radio.

## Programación
Cada emisora de la cadena tiene como público objetivo a los jóvenes y a los adultos. La programación de Tropicana tiende a variar según la estación dependiendo de los gustos musicales de cada ciudad.
Algunos programas emitidos al nivel nacional son:
- Como amaneció [nombre de la ciudad]: programa matutino de 5 horas compuesto por música y noticias.
- Una combinación bacana: bloque de variedades de 2 horas de duración presentado por Luchito y Adriana Bustos hasta el mediodía.
- Camino al barrio - La Tropirruta - Cómo Atardeció [nombre de la ciudad]: programa de la tarde de 3 horas de duración emitido al atardecer, compuesto por música, humor e información de tránsito de la ciudad.
- Los durísimos: programa emitido los sábados a la mañana compuesto por un ranking de 20 canciones.
- Súbele el volumen; programa de 10 horas de duración, emitido los viernes y sábados a la noche hasta la madrugada. Se compone de mezclas del DJ Jhon Marin, DJ Thomy Martínez y música de fiesta.
- El vacile. Programa nocturno emitido de domingo a lunes, compuesto por música y noticias.
- Viejitas pero sabrosas: emitido los fines de semana en la mañana, compuesto por música antigua.

### Tropicana Bogotá
En enero de 2020, Jota Flórez asume como director de Tropicana en Bogotá. La estación en esa ciudad añade nuevos géneros musicales como el vallenato, la música popular y tropical, siendo la salsa el género principal.

## Frecuencias[7]
| Ciudad                     | Frecuencia | Indicativo |
| -------------------------- | ---------- | ---------- |
| Armenia                    | 104.7 FM   | HJB64      |
| Apartadó (Apartadó Stereo) | 103.3 FM   | HJB70.     |
| Barranquilla               | 89.1 FM    | HJCF       |
| Bogotá                     | 102.9 FM   | HJRX       |
| Bucaramanga                | 95.7 FM    | HJNH       |
| Bucaramanga                | 1120 AM    | HJGH       |
| Cali                       | 93.1 FM    | HJB57      |
| Cartagena                  | 97.5 FM    | HJB37      |
| Cúcuta                     | 89.7 FM    | HJO36      |
| Cúcuta                     | 980 AM     | HJJV       |
| Ibagué                     | 106.3 FM   | HJSF       |
| Ipiales                    | 93.1 FM    | HJN51.     |
| La Dorada                  | 94.7 FM    | HJI39.     |
| Manizales                  | 105.7 FM   | HJE64      |
| Manizales                  | 930 AM     | HJIA       |
| Medellín                   | 98.9 FM    | HJVJ       |
| Medellín                   | 830 AM     | HJDM       |
| Melgar                     | 101.5 FM   | HJQ20      |
| Montería                   | 102.0 FM   | HJL30      |
| Neiva                      | 98.3 FM    | HJB39      |
| Pasto                      | 100.1 FM   | HJN86      |
| Pereira                    | 100.7 FM   | HJVN       |
| Pitalito                   | 101.8 FM   | HJM68.     |
| Popayán                    | 106.1 FM   | HJE63      |
| San Andrés                 | 97.5 FM    | HJSK.      |
| Duitama                    | 88.6 FM    | HJB41      |
| Sogamoso                   | 1090 AM    | HJIH       |
| Villavicencio              | 99.3 FM    | HJN49      |
| Yopal                      | 106.3 FM   | HJB20.     |

La Emisoras de Tunja y Boyacá se originan desde su master central de emisión en las sedes administrativas de Caracol Radio en Duitama en FM y Sogamoso en AM respectivamente
Las Emisoras de Apartadó, La Dorada, Ipiales, Pitalito, San Andrés y Yopal son administradas independientemente de Caracol Radio bajo el modelo de emisora asociada.